# A. J. Loria
Anthony John „A. J.“ Loria (auch King Nino, * 8. September 1947 in New Orleans; † 3. April 2022) war ein US-amerikanischer Jazz- und Blues-Musiker (Piano, Gitarre, Gesang) und Songwriter.

## Leben und Wirken
AJ Loria nahm im Alter von elf Jahren zwei Jahre lang Klavierunterricht in Algiers, wurde Jahrgangsbester der High School und erwarb dann den Bachelor of Science in Mathematik an der Tulane University. Musik zu machen war seine wahre Leidenschaft und Loria war dann ab den 1970er-Jahren in der Musikszene von New Orleans aktiv. 1978 erschien zunächst die Single „Ain't Nothin Like It (MAD MAD MARDI GRAS)“ (Orleans Records); 1983 nahm er schließlich mit Gastmusikern wie Wynton und Branford Marsalis, Charles Neville, Bernard Purdie und Johnny Vidacovich sein Debütalbum New Orleans, New Orleans auf. 1983 spielte er mit Fr. Jack Franko (Midnight at St. Jude's, u. a. mit Aaron Neville, Allen Toussaint). In den folgenden Jahren arbeitete er auch mit dem Komiker Andrew „Dice“ Clay und tourte in Japan.
Ab den 1990er-Jahren begann Loria sich vermehrt mit Komposition zu beschäftigen und schrieb eine Klavierpartitur für eine PBS-Fernsehserie über New Orleans (New Orleans in the 60s, 1995). Des Weiteren trat er bei Saturday Night Live auf, gastierte beim New Orleans Jazz & Heritage Festival, in der Louisiana Music Factory und dem Montreux Jazz Festival. In den folgenden Jahren wirkte er als Komponist und Songwriter an den Filmen The Nightlife That Was (2004) und Where Y’at (Hello) (2012) mit. 2011 veröffentlichte er das Album 3AM mit Eigenkompositionen, neben einer Coverversion von Bob Dylans Song „Slow Train“ (von dessen Album Slow Train Coming) (1993). In späteren Jahren spielte er mit dem Jazz-Trio Bodhi3.

## Diskographische Hinweise
- AJ Loria, King Nino & The Slave Girls: As King Nino Speaks (P-Vine Records, 1993)